# Es ist alles in Ordnung
Es ist alles in Ordnung (Totul este în regulă)  este un film german, o dramă, care fost prezentat în 2014  în premieră pe postul de televiziune ARD. 

## Acțiune
În realitate nimic nu este în ordine, filmul tratează un punct vulnerabil din multe familii unde copii sunt maltratați, dar despre aceste fapte nu se vorbește, ci incidentele sunt trecute sub tăcere. Rolurile principale a celor doi părinți sunt bine jucate de actorii Silke Bodenbender și Mark Waschke. Femeia, care este a doua oară căsătorită, caută să păstreze spre în afară, fațada imaculată, de familie fericită. Ea ca să salveze căsătoria și să nu-și piardă soțul, trece cu vederea brutalitatea cu care acesta tratează pe Sara, fata ei de ca. 14 ani, care provine din prima căsătorie. Soțul reacționează deosebit de agresiv la comportarea necuviincioasă a fetiței, care se află în perioada de pubertate. Problema lor familiară este sesizată de părinții prietenei fetiței, care a văzut la ora de sport hematoamele provenite de la bătăile tatălui vitreg al Sarei.